# Squadra speciale antirapina
Squadra speciale antirapina è un film, del 1975, diretto da José Antonio de la Loma.

## Trama
Il commissario capo di polizia di Barcellona Emilio Mendoza si trova ad avere un conto in sospeso con un suo vecchio amico Mariano Beltrame, un feroce bandito che ha appena rapinato una banca.